# 大乘镇
大乘镇，是中华人民共和国四川省宜宾市屏山县下辖的一个乡镇级行政单位。2019年8月，将大乘镇三合村、马脑村所属行政区域划归屏山镇管辖。

## 行政区划
大乘镇下辖以下地区：
和平社区、安子村、大田村、白合村、下坝村、和木村、龙胜村、马脑村、三合村、京坪村、柏杨村、杨柳村、正直村、中坪村、岩门村、公坪村、双峰村、新华村、沙坪村和全和村。